# Auguste de Forbin

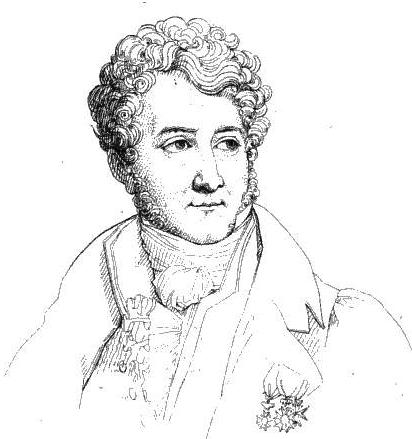
Auguste de Forbin

Louis Nicolas Philippe Auguste de Forbin, auch bekannt als Graf Auguste Forbin de la Roque d’Anthéron. (* 19. August 1777 in La Roque-d’Anthéron, Bouches-du-Rhône; † 23. Februar 1841 in Paris) war ein französischer Maler, Graphiker, Kunstgelehrter und Dichter sowie Direktor des Louvre.

## Leben
De Forbin war ein Sohn des Grafen François Anne Gaspard Palamède de Forbin, Marquis von La Barben, Sué, Souties und La Roque und dessen Frau Françoise, Marthe (aus dem Hause de Milan Forbin la Roque). und vermutlich ein Neffe das Radierers Compte de Forbin (1721–Januar 1791). Bereits in seiner Jugend musste Forbin viel Leid ertragen. Im Zuge der Belagerung von Lyon musste er zunächst mit ansehen wie ein treuer Diener seiner Familie in seiner Nähe getötet wurde und anschließend 1793 der Hinrichtung  seines Vaters und seines Onkels auf dem Schafott beiwohnen. Das gesamte Vermögen der Familie wurde beschlagnahmt und Forbin kam zu Jean-Jacques de Boissieu, einem Kupferstecher aus Lyon in Pflege und Lehre, der ihm eine künstlerische Ausbildung erteilte und ihm ein Schicksal in Armut ersparte. Anschließend wurde er bis 1795 in Aix en Provence von dem Maler und Radierer Jean-Antoine Constantin ausgebildet. Noch im Jahr 1795 zog er mit François-Marius Granet nach Paris, wo beide Schüler von Jacques-Louis David und Jean-Louis de Marne wurden. 1796 debütierte er mit einer Ansicht des väterlichen Schlosses La Barben  im Salon des Louvre. Es folgte eine Zeit als Soldat in einem Kavallerieregiment der Armee Napoleon Bonapartes, ehe er erneut Bilder in die Ausstellung schicken konnte.
Im Jahr 1799 heiratete Mlle Roseline-Félicité-Mélanie de Dortan, eine reiche und schöne Erbin, die einzige Tochter des Comte und der Comitess de Dortan, geb. Damas.
Er unternahm eine Reise nach Italien, wo 1803 er zum Kammerherrn am Hof von Pauline Bonaparte, der Schwester des Kaisers Napoleon Bonaparte, ernannt wurde. Er wurde erneut zum Kriegsdienste einberufen und diente er unter General Jean Andoche Junot in Portugal. Im Jahr 1808 errang er im Pariser Salon mit den Gemälden Procession des pénitents noirs und Vision d’Ossian eine Goldmedaille. Anschließend diente er auf Befehl des Marschalls Jean-Baptiste Bessières, duc d’Istrie im österreichischen Feldzug, der mit dem Frieden von Schönbrunn endete. 1809 trat er   von seinem Amt als Kammerherr zurück und ging ein zweites Mal nach Italien, lebte in Rom und kehrte erst nach Napoleons Sturz 1816 nach Paris zurück. Hier wurde er 1815 zum Direktor der Nationalmuseen (französisch directeur des mus6es nationaux) ernannt. In dieser Stellung vergrößerte den Louvre und richtete im Musée du Luxembourg ein Museum für die Werke der noch lebenden Maler ein.
1817 begab er sich zunächst nach Toulon und reiste dann mit den Malern Pierre Prevost und Léon Matthieu Cochereau sowie dem Architekten Jean-Nicolas Huyot in den Nahen Osten. Am 24. April 1818 kehrte er nach Marseille zurück. Die Erlebnisse seiner für das Louvre-Museum unternommenen Sammlerkreisen beschrieb er unter anderem in den illustrierten Werken Voyage dans le Levant en 1817–18, Voyage pittoresque en Sicile und Un Mois ä Venise.
Als Künstler beschickte er in den Jahren 1817 bis 1840 regelmäßig den Pariser Salon mit Landschaftsmalereien, zu denen die Figuren oftmals durch seinen Freund François-Marius Granet hinzugefügt wurden oder mit Gemälden mit Interieurdarstellungen. Viele seiner Werke wurden von Museen angekauft oder auf Stichen reproduziert.
Forbin wurde auf dem Friedhof Saint-Pierre in Aix-en-Provence beigesetzt. Auf seinem Epitaf befindet sich folgende Inschrift:

## Ehrungen (Auswahl)
- 1808 Ritterkreuz der Ehrenlegion für seine Teilnahme am Zweiten Feldzug in Portugal
- 1816: Mitglied der Académie des Beaux-Arts
- 1819: Ordre de Saint-Michel durch Ludwig XVIII. verliehen
- Ritterorden vom Heiligen Grab zu Jerusalem[3]
- Kommandeur der Ehrenlegion[2]
- Ehrenherr der Kammer des Königs (französisch gentilhomme honoraire de la chambre du Roi)[2]

## Werke (Auswahl)

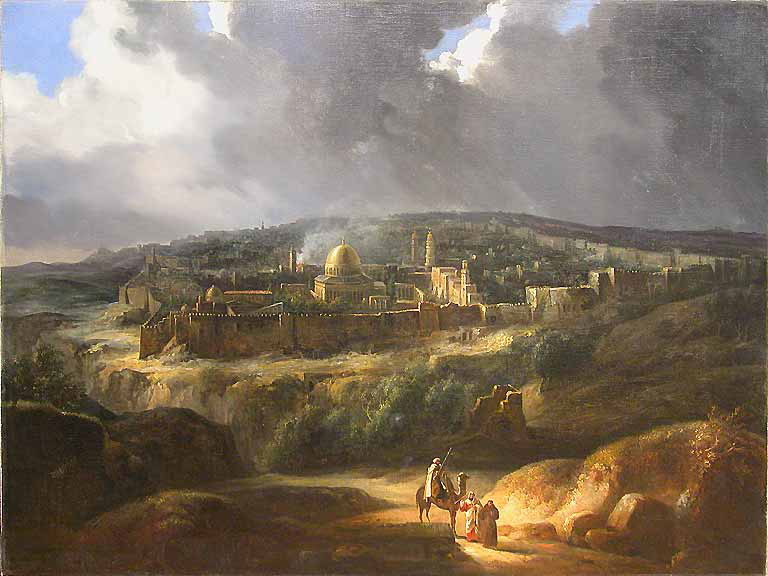
Blick auf Jerusalem 1831

- Procession des Pénitents noirs. 1806.
- Vision d’Ossian. 1806.
- Mort de Pline. 1816.
- Éruption du Vésuve 1817,.
- Vue de Jérusalem près de la vallée de Josaphat. 1825 (Paris, Louvre).
- Campo Santo à Pise. 1827.
- Cloître de Santa Maria Novella à Florence. 1827.

Ölmalerei
- Nonne im Inquisitionskerker zu Valladolid (1817, französisch Religion au tribunal de l’Inquisition)
- Krönung des Leichnams der Inez de Castro durch Dom Pedro v. Portugal (1819, französisch Inès de Castro couronnée après sa mort)
- Eroberung der Alhambra zu Granada durch Gonzalvo de Cördoba
- Ermordung König Andreas’ von Ungarn durch seine Gemahlin am Posilippo bei Neapel (1822)
- Oberägyptische Tempelruinen
- Ruinen von Palmyra
- Klosterhof (1824)
- Blick auf Jerusalem (1831)
- Inselkloster bei Carrara im Seesturm (1830)
- Morgenandacht in einer Kapelle des Kolosseums zu Rom (1834)

## Schriften (Auswahl)
- Voyage dans le Levant en 1817–18.
- Souvenirs de la Sicile, par m. le c. de Forbin. De l’imprimerie Royale, Paris 1823 (archive.org).
- Voyage pittoresque en Sicile.
- Un Mois ä Venise.
- Charles Barimore. Challamel, Paris 1843 (archive.org, Erstausgabe 1810).